# Oblivion (Alton Towers)
Vous lisez un « bon article » labellisé en 2013.
Pour les articles homonymes, voir Oblivion.
Oblivion est un parcours de montagnes russes en métal du parc Alton Towers, situé à Alton, dans le comté anglais du Staffordshire, au Royaume-Uni. C'est une machine plongeante développée par le constructeur suisse Bolliger & Mabillard. Ouverte le 14 mars 1998, c'est la première attraction de ce type au monde.
Construit dans le plus grand secret, Oblivion est annoncé comme le premier parcours de montagnes russes au monde avec une descente verticale. Elle est cependant inclinée de 87 degrés. L'attraction, dont le nom signifie « oubli », est construite dans une zone du parc créée pour l'occasion et appelée « X-Sector ». Elle représente des installations militaires sinistres.
La descente, principal élément du parcours, a une hauteur de 54,9 mètres. Les wagons y atteignent une vitesse de 109 km/h et elle mène dans un tunnel. Le parcours, d'une longueur de 372,5 mètres, dure une minute et quinze secondes. Oblivion est composé de 7 wagons individuels. Ce sont de larges wagons rectangulaires dans lesquels 16 passagers peuvent prendre place sur 2 rangs.

## Historique
En 1990, le parc Alton Towers est acheté par le groupe de loisirs anglais Tussauds. Depuis cette date, les importants projets de montagnes russes sont nommés « Secret Weapon », arme secrète en français. Les deux premiers projets, nommés « Secret Weapon 1 » et « Secret Weapon 2 », sont des montagnes russes pipeline du constructeur américain Arrow Dynamics jamais construites. Le troisième projet, « Secret Weapon 3 », est celui d'un parcours de montagnes russes inversées du constructeur suisse Bolliger & Mabillard. Il devient l'attraction Nemesis, ouverte en 1994.
À la suite de la bonne expérience que le parc a eue avec Bolliger & Mabillard, une nouvelle collaboration a lieu avec le projet baptisé « Secret Weapon 4 ». Les autorités locales imposent à Alton Towers de ne pas construire d'attraction dépassant la hauteur des arbres. Pour permettre la construction d'une descente verticale de 54,9 mètres, un immense trou est creusé.
Entre les saisons 1996 et 1997, toutes les attractions de la zone Fantasy Land, sauf les montagnes russes en intérieur appelées Black Hole, sont retirées et les travaux débutent dans le plus grand secret. Au début de la saison 1997, une immense barrière entoure le reste de la zone, avec un panneau indiquant qu'une première mondiale allait ouvrir en mars 1998. Pendant la saison, le trou s'agrandit, puis les rails arrivent. Les importants travaux provoquent une grande attente chez les fans. La construction de l'attraction coûte 12 millions de livres sterling et nécessite 9 ingénieurs, 12 dessinateurs, 92 soudeurs, 68 poseurs, 57 machinistes, 23 peintres et 20 contrôleurs de la qualité.
En mars 1998, l'attraction est dévoilée. Oblivion est présenté comme le premier parcours de montagnes russes au monde avec une descente verticale. Elle est en réalité inclinée de 87 degrés et devient le parcours fermé de montagnes russes avec la descente la plus inclinée au monde à l'époque. L'ouverture, qui a lieu le 14 mars 1998, est très médiatisée : des publicités sont diffusées à la télévision et à la radio et des articles consacrés à l'attraction paraissent dans des magazines. Plusieurs produits dérivés, tel que du déodorant, sont mis en vente,,.
Un mois après l'ouverture de l'attraction, un wagon avec 16 personnes à bord s'arrête pendant la montée. Elles sont secourues au bout d'une heure. En 2004, 2 personnes vivant près du parc poursuivent Alton Towers pour des nuisances sonores élevées. Un tribunal demande au parc de réduire le bruit avant le mois de novembre 2004. Les haut-parleurs diffusant les mots Don't Look Down (Ne regardez pas en bas) aux passagers juste avant la descente d'Oblivion sont une des causes principales du bruit. Ils sont retirés et il ne reste qu'une inscription sur le sol.
En 2011, l'attraction est sponsorisée par la boisson Fanta. Plusieurs endroits de l'attraction sont recouverts de couleur orange et de slogans. Des fans envoient une pétition à Nick Varney, chef exécutif du groupe Merlin Entertainments, affirmant que ces publicités contrastent trop avec le thème de la zone. La plupart des publicités sont ensuite enlevées, et il ne reste que quelques posters.
Le 8 mai 2012, un homme passe par-dessus une barrière à l'endroit où le train sort de terre, avant de descendre dans le tunnel. Des pompiers vont le chercher et toute la zone est fermée pour la journée.

## Thème
Oblivion et la zone « X-Sector » représentent des installations militaires sinistres dans lesquelles sont menées des expériences secrètes. Pour les concepteurs, être lâché dans cet énorme trou noir est comme plonger dans l'oubli. Cela a donné le nom de l'attraction, Oblivion, qui est un mot anglais signifiant « oubli ».
La file d'attente est constituée d'environ 300 mètres de chemins traversant des bâtiments et passant sous la gare et par deux ponts. Dans cette file sont diffusés des extraits vidéo montrant le « Seigneur des Ténèbres », en anglais Lord of Darkness, qui rassure les visiteurs en disant que l'attraction est parfaitement sûre. D'autres vidéos montrent son ennemi, le « Seigneur de la Lumière » (Lord of Light), qui les avertit quant à lui de la disparition soudaine des wagons dans le tunnel. Le « Seigneur des Ténèbres » quitte la dernière vidéo en riant,.
Juste avant le départ du train, le Seigneur des Ténèbres dit : « Pour certaines choses, il n'y a pas d'explication rationnelle. Il n'y a pas d'issue. Il n'y a pas de fin heureuse à cette histoire. Bienvenue dans l'inconnu ; bienvenue dans l'obscurité éternelle ; bienvenue dans l'oubli ! »,.

## Caractéristiques
« La descente droite et verticale et les passagers regardant vers le bas créent une expérience complètement différente. La singularité de l'attraction est renforcée par la configuration des trains. »

— Bolliger & Mabillard
Oblivion est une machine plongeante construite par l'entreprise suisse Bolliger & Mabillard. C'est la première attraction de ce type au monde.
Conçu par l'Allemand Werner Stengel, le parcours a une longueur de 372,5 mètres et dure une minute et quinze secondes. Son élément principal est sa descente, inclinée à 87 degrés et d'une hauteur de 54,9 mètres, dans laquelle les passagers subissent une accélération maximale de 4,5 g. À son ouverture, Oblivion est le parcours fermé de montagnes russes avec la descente la plus inclinée au monde et c'est actuellement l'attraction de Bolliger & Mabillard la plus courte. Le parcours a une hauteur de 19,8 mètres et la vitesse maximale est de 109,4 km/h. Il a un poids de 42 tonnes et est composé de 40 sections de rails soutenues par 20 colonnes et 5 550 boulons.
Oblivion a 7 wagons individuels. Ce sont de larges wagons rectangulaires de couleurs noire et orange. D'un poids de plusieurs tonnes, ils ont coûté 180 000 livres chacun. Les passagers s'asseyent sur 2 rangs de 8 places ; chaque wagon a donc une capacité de seize personnes. Le deuxième rang est légèrement plus haut que le premier pour garantir une vue dégagée à tous les passagers.

## Parcours

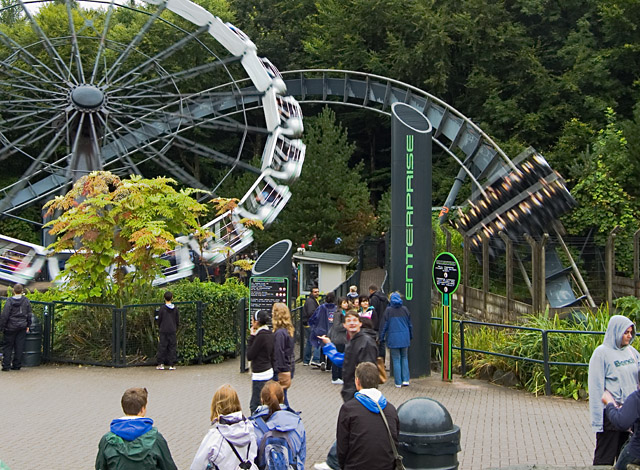
La fin du parcours et le manège Enterprise.

Le wagon quitte la gare, puis monte le lift hill à chaîne d'une hauteur de 19,8 mètres. Arrivé au sommet, il avance lentement dans un virage à gauche, tiré par une seconde chaîne. Depuis là, les passagers ont une vue sur les ruines des tours du château. Juste avant la descente, le wagon s'arrête et reste immobile pendant 4 secondes, incliné à 45 degrés, ce qui permet aux passagers de voir l'entrée du tunnel et les mots Don't Look Down (« ne regardez pas en bas ») écrits sur le sol. Le wagon est ensuite lâché dans la descente presque verticale. Il entre dans le tunnel, puis ressort et fait un large virage vers la gauche. Après une petite descente et une montée, le wagon atteint les freins finaux. Il rejoint la gare après un parcours d'une minute et quinze secondes,,,.

## Fonctionnement

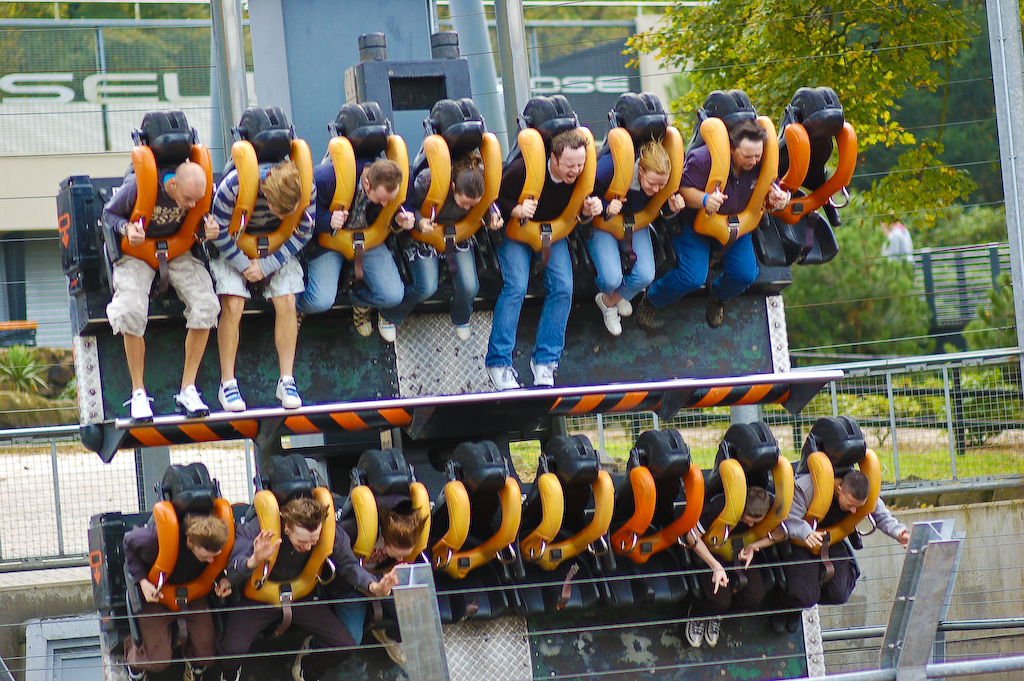
Détail d'un train.

Oblivion fait partie des thrill rides, c'est-à-dire des attractions à frissons, du parc. Aucun âge minimum n'est requis pour l'emprunter, mais les passagers doivent mesurer au moins 1,40 mètre. L'accès est autorisé aux personnes en chaise roulante.
Une file pour les passagers seuls est présente. Le service Fastrack est également disponible sur Oblivion. C'est un service payant permettant aux passagers d'accéder à l'attraction sans faire la queue. Dans la zone d'embarquement, des casiers destinés à recevoir les objets pouvant être perdus durant le parcours sont à disposition du public. Deux wagons sont chargés en même temps, et les passagers sont tenus par des anses de sécurité, qu'ils abaissent par-dessus les épaules. La sortie de l'attraction passe par une boutique dans laquelle des photos du tour sont en vente.
Les 7 wagons, pouvant accueillir 16 passagers chacun, permettent un débit de 1 900 personnes par heure.

## Accueil et postérité
Oblivion est considéré comme une bonne attraction pour sa mise en scène et l'intensité de sa chute. Plusieurs critiques regrettent cependant que le parcours ne soit pas plus long,,. En 2011, Alton Towers organise un vote dans lequel les visiteurs peuvent élire la meilleure attraction du parc. Oblivion est deuxième derrière Nemesis, avec 21 % des voix.
Depuis sa construction, Bolliger & Mabillard ont produit d'autres machines plongeantes. Le parcours de Diving Machine G5, construit en 2000 à Janfusun Fancyworld, à Taïwan, est une image miroir de celui d’Oblivion.

### Note
1. ↑  Les rails vont à 35,1 mètres sous le niveau de la gare.